# Fisiologia vegetale
La fisiologia vegetale ha per oggetto lo studio delle funzioni dei vegetali a livello macroscopico e microscopico; intendendo per funzione “l'insieme di tutti gli atti coordinati volti al raggiungimento di un risultato ben definito e di un effetto utile” (F.Ghiretti, 1977).
Vengono classificati come vegetali tutti gli organismi foto-chemio-autotrofi.

## Storia
Comprendere il “meccanismo” di funzionamento dei vegetali è stato uno degli impegni più ardui della conoscenza scientifica. Infatti la prova, che impone l'esperienza comune degli agricoltori e dei giardinieri, che le piante crescono più vigorosamente sui terreni più ricchi di humus, ha suffragato, per millenni, il convincimento che le piante traessero dal suolo i materiali per costituire i propri organi. Nel 1731 Jethro Tull, il geniale agronomo inglese, sostiene che le radichette delle piante operano nel terreno come i villi intestinali degli animali agiscono nell'intestino animale.
Getta tutta la scienza europea nel disorientamento l'esperimento di Jean Baptiste van Helmont che ripete, con maggiore rigore sperimentale, Robert Boyle, che dimostra che facendo crescere in un vaso una pianta i cui organi raggiungano, essiccati, un peso cospicuo, il peso della terra del vaso non diminuisce in modo apprezzabile. Analizza le implicazioni dell'esperimento Henri Duhamel du Monceau, uno dei maggiori naturalisti della stagione dell'enciclopedismo francese, che nella Phisique des arbres raccoglie tutte le spiegazioni tentate dai naturalisti coevi dimostrandone l'incapacità a spiegare il fenomeno.
Dobbiamo notare che l'Italia è praticamente assente agli studi che precedono la grande scoperta. L'unico segno di presenza sul terreno della grande indagine è quello di un abate di Teramo, Berardo Quartapelle, che, avendo accompagnato il figlio di un patrizio abruzzese, Orazio Delfico, a Pavia, il maggiore centro di studi naturalistici italiani, pubblica, nel 1801, I principi della vegetazione, il risultato degli studi e delle sperimentazioni effettuate nella città natia, arricchiti dalle letture realizzate nell'università pavese, proponendo il quadro più preciso delle conoscenze, ancora disarticolate, alla vigilia della scoperta di De Saussure,.
Nel 1804 Théodore de Saussure pubblica le Réchérches chimiques sur la vegetation, l'opera che propone la spiegazione organica del processo della fotosintesi, il meccanismo secondo il quale nelle foglie si unisce anidride carbonica e acqua per comporre idrati di carbonio. La scoperta è opera di prodigiosa abilità sperimentale, che consente al naturalista ginevrino di operare con esattezza perfetta su quantità dell'ordine di milligrammi. Opera geniale, ma pubblicata da un piccolo editore, il maggiore contributo alle conoscenze sui meccanismi della vita sulla terra non sarà compreso che con grande ritardo. Liebig tradurrà la scoperta del grande ginevrino in scoperta agronomica con quarant'anni di ritardo..
La scoperta è tanto sconvolgente, nei confronti dei convincimenti comuni, suffragati dall'antica scienza peripatetica, che la scienza di retrogradia professerà che le piante si nutrano di carbonio tratto dal suolo fino al terzo quarto dell'Ottocento. Costituiscono esempi emblematici dell'incapacità di comprendere la scoperta di De Saussure, e la sua traduzione agronomica da parte di Liebig, due scienziati italiani, Carlo Berti Pichat e Giuseppe Ottavi, che possono essere considerati gli ultimi “umisti” della retroguardia della scienza europea.

### Cronologia sintetica
- Aristotele ma anche il suo allievo Teofrasto, autore del "De causis plantarum", ritennero che le piante traessero dalla terra le sostanze nutritive già direttamente assimilabili.
- XVI secolo: Andrea Cesalpino
- J.B. Van Helmont: I vari costituente delle piante sono fabbricati dalla pianta stessa.
- 1758 L. H. Duhamel du Monceau pubblica La phisique des arbres, la rassegna delle conoscenze sull'argomento di un grande enciclopedico
- E.Mariotte Tentò di ricondurre a processi chimici o fisici, la nutrizione e la crescita delle piante.
- S.Hales: Circolazione della linfa e traspirazione delle foglie; scopre la pressione radicale.
- 1772 Priestley: I vegetali “restaurano” l'aria altra scoperta nel 1779
- 1779 Ingenhousz: La luce è necessaria…. Le piante respirano ed emettono anidride carbonica.
- 1782 Senebier: Le piante, in presenza di luce, assorbono anidride carbonica e rilasciano ossigeno.
- 1801 Berardo Quartapelle pubblica I principi della vegetazione applicati alla vera arte di coltivar la terra, l'analisi delle cognizioni raggiunte alla vigilia della scoperta di De Saussure
- 1804 De Saussure: Valutazione quantitativa dei fenomeni che avvengono durante la nutrizione.
- 1845 Mayer: Le piante trasformano l'energia luminosa in energia chimica.
- Henri Dutrochet: Leggi fondamentali della permeabilità e dell'osmosi
- 1860-1865: Significato della fotosintesi e localizzazione dell'organicazione del biossido di carbonio.
- J.Liebig, J.B.Boussingault: Importanza delle sostanze azotate.
- 1887 H. Helbriegel, H. wilfarth: Fissazione biologica dell'azoto.
- 1900-2005: Fotoperiodicità, sostanze regolatrici dello sviluppo, enzimi. Con l'uso degli isotopi radioattivi, e l'applicazione di altre metodiche, viene chiarito il processo della fotosintesi.

## Struttura e funzioni macroscopiche di una pianta
In generale una pianta o vegetale è un organismo vivente autotrofo composto da un apparato radicale (radici), un fusto e un apparato fogliare. L'apparato radicale ha il compito di ancorare la pianta al terreno e assorbire da questo le sostanze nutritive (minerali e acqua) necessari per i processi vitali della pianta stessa. Il fusto ha il compito di sostenere l'apparato fogliare, permettere lo sviluppo in verticale e di trasportare la linfa. L'apparato fogliare ha invece il compito di captare la luce solare necessaria per la fotosintesi ed effettuare gli scambi gassosi.

## Funzioni

### Ricambio dell'acqua
Il vegetale superiore, vincolato all'ambiente, è più di ogni altro vivente, legato al substrato e quindi può assumere le sostanze nutritive allo stato di soluzione
. Organi differenti di una stessa pianta contengono quantità diverse di acqua. L'attività metabolica è strettamente dipendente dallo stato di idratazione. L'assunzione di acqua può avvenire per imbibizione, osmosi. I meccanismi implicati sono i seguenti:

### Nutrizione minerale
Le tabelle che seguono, riportano gli elementi nutritivi essenziali, cioè indispensabili allo sviluppo completo della pianta; dal seme all'individuo adulto che produce un'altra generazione di semi.
| Elemento | Disponibile come | Note                                                      |
| -------- | ---------------- | --------------------------------------------------------- |
| Azoto    | NO3– NH4+        | Acidi nucleici, proteine, diversi tipi di fitormone, ecc. |
| Ossigeno | O2 H2O           | Composti organici vari                                    |
| Carbonio | CO2              | Composti organici vari                                    |
| Idrogeno | H2O              | Composti organici vari                                    |
| Potassio | K+               | cofattore sintesi proteine, bilancio idrico, ecc.         |
| Calcio   | Ca2+             | Sintesi e stabilizzazione della parete cellulare          |
| Magnesio | Mg2+             | Elemento essenziale della clorofilla                      |
| Fosforo  | H2PO4–           | Acidi nucleici, fosfolipidi, ATP                          |
| Zolfo    | SO42–            | Costituente di proteine e coenzimi                        |

| Elemento  | Disponibile come | Note                                                      |
| --------- | ---------------- | --------------------------------------------------------- |
| Cloro     | Cl-              | --                                                        |
| Boro      | H3BO3            | --                                                        |
| Manganese | Mn2+             | Attiva alcuni enzimi                                      |
| Zinco     | Zn2+             | Interviene nella sintesi di enzimi e della clorofilla     |
| Rame      | Cu+              | Enzimi per la sintesi della lignina                       |
| Molibdeno | MoO42-           | Fissazione dell'azoto, riduzione dei nitrati              |
| Nichel    | Ni2+             | Cofattori enzimatici nel metabolismo, composti dell'azoto |

Lo studio sperimentale dell'assorbimento dei nutrienti avviene con la coltivazione della pianta in soluzione acquosa.
A tale scopo sono state definite delle formule di soluzioni nutritizie; ad esempio: le soluzioni di Knop, Van der Crone e Pfeffer.
La formula di Hoagland (1933) è fra le più usate.

### Equilibrio di membrana (o di Donnan)
Legge di Fick (per calcolare un flusso attraverso un poro):
{\displaystyle {\frac {dn}{dt}}=-A_{p}\times D\times {\frac {dc}{dx}}}
dn = n° di moli infinitesimo;
dt = tempo infinitesimo;
Ap = area poro;
D = coefficiente d'infusione, dipendente dal tipo di membrana cellulare;
{\displaystyle {\frac {dc}{dx}}} = gradiente di concentrazione.

### La traspirazione
È il processo attraverso il quale la pianta perde vapore acqueo dagli stomi per evaporazione dovuta alla temperatura esterna.
La traspirazione segue la seguente legge:
{\displaystyle Jv={\frac {RT}{V}}\times \ln {RH}}
dove Jv= velocità del flusso dell'acqua, R = costante dei gas, T = temperatura assoluta misurata in kelvin, RH= umidità relativa dell'aria.
La funzione della traspirazione è quella di regolare la temperatura della pianta soprattutto d'estate attraverso l'apparato fogliare: l'evaporazione è infatti un processo fisico che sottrae calore latente.

### Gli enzimi
Gli enzimi sono definiti come dei catalizzatori biologici, di natura generalmente proteica e ad attività altamente specifica.
La reazione chimica generale è la seguente:
{\displaystyle \mathrm {E+S} \;} {\displaystyle \mathrm {ES} \;} {\displaystyle \mathrm {E+P} \;}
Dove:

E indica l'enzima

S indica il substrato

ES indica l'intermedio di reazione formato dall'enzima e dal substrato

P indica il prodotto della reazione

Sede degli enzimi

Nel condrioma sono presenti gli enzimi relativi al ciclo di Krebs

Nei plastidi verdi gli enzimi della fotosintesi

Nel nucleo cellulare e citoplasma quelli relativi alla sintesi proteica.

Gli enzimi secreti vengono detti esoenzimi.

### Fotosintesi e organicazione del carbonio
Le piante verdi sono organismi autotrofi,
Con autotrofismo intendiamo la capacità di sintetizzare i composti organici necessari alla pianta partendo da elementi minerali semplici e utilizzando una fonte di energia esterna.
Il passaggio da composti inorganici semplici a composti organici complessi viene detto organicazione.
Le clorofille, molecole fotosensibili contenute nei cloroplasti, possiedono un anello tetrapirrolico (porfirina) con al centro un atomo di magnesio e una catena laterale fitolica (fitolo).
L'organicazione tipica dei vegetali è la fotosintesi descritta dalla seguente reazione chimica:
{\displaystyle {\begin{matrix}&Luce&\\CO_{2}+2H_{2}O&\longrightarrow &(CH_{2}O)+H_{2}O+O_{2}\end{matrix}}}
Reazioni alla luce: gli elettroni promossi per azione della luce, ad un livello energetico superiore vengono convogliati in un sistema di trasporto verso una molecola accettrice di elettroni la Ferredodossina. Si ha quindi una doppia possibilità: 1) fosforilazione ciclica con sintesi di ATP. 2) percorso non ciclico con sintesi di un coenzima allo stato ridotto NADPH+H+
Reazioni al buio: Si ha organicazione di {\displaystyle CO_{2}} e sintesi di glucosio (ciclo di Calvin).

### Organicazione dell'azoto
Le piante principalmente assimilano l'azoto in 2 forme: nitrica (NO3-) e ammoniacale (NH3), la prima in particolare rappresenta la forma più prontamente utilizzabile e metabolizzabile. Esistono inoltre specie vegetali (leguminose) che assimilano azoto tramite l'ausilio di batteri. I batteri vengono inglobati all'interno di cisti da parte delle piante le quali riconoscono l'insediamento batterico interpretandolo come una infezione, subito dopo inizia il lavoro di azoto fissazione che avviene solamente grazie alla simbiosi stessa, importante è evidenziare che l'azotofissazione non avviene individualmente ma solamente grazie alla simbiosi. I protagonisti di questa simbiosi mutualistica sono la radice delle leguminose e i batteri del genere 	rhyzobium.

### Sintesi delle proteine e degli acidi nucleici
Fissazione dell'azoto molecolare

### Organicazione dello zolfo e del ferro
Lo zolfo, indispensabile nella pianta per molte biosintesi della pianta quali proteine e amminoacidi, viene assimilato sotto forma di solfati (SO4) resi biodisponibili dall'attività batterica, che li porta in tale forma a partire dallo zolfo elementare e dai sali ferrosi disciolti nel terreno.

### La resistenza in condizioni sfavorevoli
La germinazione dei semi; Condizioni fisiologiche per la germinazione

### Accrescimento e sviluppo
Per sviluppo si intende quell'insieme di processi che, a partire da un elemento indifferenziato, portano allo sviluppo di vari tipi di tessuto vegetale ed organo.
Questa funzione è prerogativa degli apici vegetativi, del fusto e della radice ed i tessuti del meristema cambiale.
In sintesi abbiamo:
| Embrionale (meresi)      | Aumento numerico delle cellule vegetali                                 |
| Per distensione (auxesi) | Aumento del volume cellulare per assunzione di acqua                    |
| Differenziazione         | Dall'uguaglianza alla specializzazione delle strutture e delle funzioni |

I fattori di accrescimento delle piante i fitormoni:
Le auxine
| Assorbimento dell'acqua                   | Allungamento delle cellule nelle piante vascolari, tropismo, nastie                                                                      |
| Ingrandimento delle cellule               | -- |
| Stimolazione della mitosi                 | Proliferazione cellulare nel tessuto cambiale                                                                                            |
| Stimola la produzione di nuove radici     | Solo a basse concentrazioni. Alte concentrazioni la inibiscono                                                                           |
| Differenziazione vascolare e dello xilema | -- |
| Correlazioni complesse e accrescimento    | -- |
| Azioni varie                              | Sui processi del ricambio, aumento del flusso dei metaboliti verso l'ovario, accelera la respirazione cellulare ed i processi enzimatici |

### Studio macroscopico dell'accrescimento
I fattori che influiscono

### Tropismi
Geotropismo o gravitotropismo, positivo e negativo. Fototropismo, chemiotropismo, idrotropismo, tigmotropismo, eliotropismo.

### Fisiologia della fioritura
Generalità, fotoperiodismo, teoria del fitocromo.

### Processi di correlazione
Micelio, molecole chimiche volatili, segnali visivi, sonori.

### Movimenti
Nictinastia, tigmonastia, nutazione, movimenti nastici, di curvatura, traslazione o di locomozione (tattismi), fototattismo, chemiotattismo.

### Mimetismo
Mimetismo nelle piante